# Resultados do Carnaval de Macaé em 2006
Resultados do Carnaval de Macaé em 2006. 

## Grupo Especial
| Posição | Escolas               | Pontos | Ref.  | Classificação ou rebaixamento |
| ------- | --------------------- | ------ | ----- | ----------------------------- |
| 1       | Castelo Imperial      | 200    | [ 1 ] | Campeã do Carnaval 2006       |
| 2       | Acadêmicos da Aroeira | 188    | [ 1 ] |                               |
| 3       | Império da Barra      | 177    | [ 1 ] |                               |
| *       | Unidos de Santana     | 163    | [ 1 ] | Desce para o Grupo 1 2007     |

## Grupo 1
| Posição | Escolas                | Pontos | Ref.  | Classificação ou rebaixamento |
| ------- | ---------------------- | ------ | ----- | ----------------------------- |
| 1       | Arco Íris              | 171    | [ 2 ] | Sobe para o Especial 2007     |
| 2       | Mocidade dos Cajueiros | 165    | [ 2 ] | Sobe para o Especial 2007     |
| 3       | Unidos da Vila         | 155    | [ 2 ] |                               |
| 4       | Unidos do Miramar      | 152    | [ 2 ] |                               |

## Grupo 2
| Posição | Escolas               | Pontos | Ref.  | Classificação ou rebaixamento  |
| ------- | --------------------- | ------ | ----- | ------------------------------ |
| 1       | Águia da Fronteira    | 100    | [ 3 ] | Sobe para o Grupo 1 2007       |
| 2       | Barra de Ouro         | 99     | [ 3 ] | Sobe para o Grupo 1 2007       |
| 3       | Unidos dos Estudantes | 99     | [ 3 ] |                                |
| 4       | Acadêmicos do Lagomar | - 20   | [ 3 ] |                                |
| 5       | Unidos das Malvinas   | *      | [ 3 ] | Eliminada e excluída da LIECAM |